# セレン欠乏症
セレン欠乏症（英語: Selenium deficiency）は、セレンの欠乏によって引き起こされる病気である。ヒトでは極めて稀で、通常ではほとんど報告されていない。

## 原因
消化器バイパス手術を受けて高カロリー輸液を受けている重篤な腸機能免疫不全の患者や90歳以上の高齢者でセレン欠乏症は起こり得る。
ほかには、セレンが不足している土壌で栽培された作物を摂取している場合にセレン欠乏症は起こる可能性がある。

## 参考基準値
米国での成人の食事摂取基準は55 µg/dayである。英国では成人男性75 μg/dayであり、成人女性 60 μg/dayである。55 μg/dayの基準は、血漿グルタチオンペルオキシダーゼの十分な発現濃度に基づいている。セレノプロテインPは、セレンの摂取状況の良い指標であり、セレンタンパク質の十分な発現には66 μg/dayが必要とされている。

## 症状
セレン欠乏症は、死をもたらすこともあるケシャン病（クーシャン病、克山病） en:Keshan diseaseを引き起こすことがある。セレン欠乏症は、（ヨード欠乏症とともに）カシン・ベック病に関与している。ケシャン病の主要な症候は、心臓を弱らせる心筋壊死を引き起こすことである。カシン・ベック病は、軟骨組織の変性と壊死を引き起こす 萎縮をもたらす。ケシャン病は、他の栄養素、生化学的要因、感染症により疾病に感染しやすくもさせる。
セレンは、甲状腺ホルモンであるチロキシン（T4）をより活性型であるトリヨードチロニンに変換するためにも必要であり、セレンの欠乏症は過労、精神の減退、甲状腺腫、クレチン症、再発性の流産を繰り返す不育症を含めた甲状腺機能低下の症状を引き起こすことがある。

## 疫学及び予防
セレン欠乏症は、土壌にセレンが極端に少ないためセレンの摂取が少ない中国の地域で最もよくみられる。中国江蘇省での調査では、セレンサプリメントを服用することによりセレン欠乏症による疾患の減少がみられる。